# Воля-Окшейська
Воля-Окшейська (пол. Wola Okrzejska) — село в Польщі, у гміні Кшивда Луківського повіту Люблінського воєводства. Населення — 928 осіб (2011).

## Демографія
Демографічна структура станом на 31 березня 2011 року:
|          | Загалом | Допрацездатний вік | Працездатний вік | Постпрацездатний вік |
| -------- | ------- | ------------------ | ---------------- | -------------------- |
| Чоловіки | 466     | 114                | 309              | 43                   |
| Жінки    | 462     | 107                | 255              | 100                  |
| Разом    | 928     | 221                | 564              | 143                  |

## Особистості

### Народилися
- Генрик Сенкевич (1846—1916) — польський прозаїк.